# Fußball-Weltmeisterschaft der Frauen 2003/Gruppe C
Resultate der Gruppe C der Fußball-Weltmeisterschaft der Frauen 2003.
| Pl. | Land        | Sp. | S | U | N | Tore    | Diff. | Punkte |
| --- | ----------- | --- | - | - | - | ------- | ----- | ------ |
| 1.  | Deutschland | 3   | 3 | 0 | 0 | 013:200 | +11   | 09     |
| 2.  | Kanada      | 3   | 2 | 0 | 1 | 007:500 | +2    | 06     |
| 3.  | Japan       | 3   | 1 | 0 | 2 | 007:600 | +1    | 03     |
| 4.  | Argentinien | 3   | 0 | 0 | 3 | 001:150 | −14   | 0      |

## Deutschland – Kanada 4:1 (1:1)
| Deutschland                                            | Deutschland | Kanada | Kanada |
| ------------------------------------------------------ | --- | --- | ------ |
| Deutschland                                            | \| 20. September 2003 in Columbus (Columbus Crew Stadium) \| \| Zuschauer: 16.409 \| \| Schiedsrichterin: Im Eun-ju ( Südkorea) \| | \| 20. September 2003 in Columbus (Columbus Crew Stadium) \| \| Zuschauer: 16.409 \| \| Schiedsrichterin: Im Eun-ju ( Südkorea) \|                                                                                              | Kanada |
| Deutschland                                            | Silke Rottenberg – Kerstin Stegemann, Ariane Hingst (65. Nia Künzer), Sandra Minnert, Linda Bresonik – Steffi Jones, Renate Lingor (73. Kerstin Garefrekes), Bettina Wiegmann, Stefanie Gottschlich – Birgit Prinz, Maren Meinert Cheftrainerin: Tina Theune-Meyer | Karina LeBlanc – Sharolta Nonen, Andrea Neil, Kristina Kiss – Diana Matheson, Kara Lang (46. Rhian Wilkinson), Brittany Timko, Christine Latham, Tanya Dennis – Christine Sinclair, Charmaine Hooper Cheftrainer: Even Pellerud | Kanada |
| Deutschland                                            | 1:1 Bettina Wiegmann (39., Elfmeter) 2:1 Stefanie Gottschlich (47.) 3:1 Birgit Prinz (75.) 4:1 Kerstin Garefrekes (90.+2') | 0:1 Christine Sinclair (4.) | Kanada |
| Deutschland                                            | Linda Bresonik, Maren Meinert | Charmaine Hooper, Karine LeBlanc | Kanada |
| 20. September 2003 in Columbus (Columbus Crew Stadium) | | |        |
| Zuschauer: 16.409                                      | | |        |
| Schiedsrichterin: Im Eun-ju ( Südkorea)                | | |        |

## Japan – Argentinien 6:0 (2:0)
| Japan                                                  | Japan | Argentinien | Argentinien |
| ------------------------------------------------------ | --- | --- | ----------- |
| Japan                                                  | \| 20. September 2003 in Columbus (Columbus Crew Stadium) \| \| Zuschauer: 16.409 \| \| Schiedsrichterin: Katriina Elovirta ( Finnland) \| | \| 20. September 2003 in Columbus (Columbus Crew Stadium) \| \| Zuschauer: 16.409 \| \| Schiedsrichterin: Katriina Elovirta ( Finnland) \| | Argentinien |
| Japan                                                  | Nozomi Yamago – Yumi Ōbe, Yasuyo Yamagishi (73. Hiromi Isozaki), Kyoko Yano – Tomoe Sakai, Yayoi Kobayashi (57. Eriko Arakawa), Naoko Kawakami, Tomomi Miyamoto, Emi Yamamoto – Homare Sawa (80. Karina Maruyama), Mio Ōtani Cheftrainer: Eiji Ueda | Romina Ferro – Clarisa Huber, Mariela Ricotti (76. Noelia Lopez), Andrea Gonsebate, Sabrina Barbitta – Marisa Gerez, Natalia Gatti, Rosana Gómez (46. Karina Alvariza) – Fabiana Vallejos, Mariela Coronel, Maria Villanueva (46. Valeria Cotelo) Cheftrainer: José Carlos Borrello | Argentinien |
| Japan                                                  | 1:0 Homare Sawa (13.) 2:0 Homare Sawa (38.) 3:0 Emi Yamamoto (64.) 4:0 Mio Otani (72.) 5:0 Mio Otani (75.) 6:0 Mio Otani (80.) | | Argentinien |
| Japan                                                  | Sabrina Barbitta, Rosana Gómez, Maria Villanueva | | Argentinien |
| Japan                                                  | Natalia Gatti | | Argentinien |
| 20. September 2003 in Columbus (Columbus Crew Stadium) | | |             |
| Zuschauer: 16.409                                      | | |             |
| Schiedsrichterin: Katriina Elovirta ( Finnland)        | | |             |

## Deutschland – Japan 3:0 (2:0)
| Deutschland                                            | Deutschland | Japan | Japan |
| ------------------------------------------------------ | --- | --- | ----- |
| Deutschland                                            | \| 24. September 2003 in Columbus (Columbus Crew Stadium) \| \| Zuschauer: 15.529 \| \| Schiedsrichterin: Sueli Tortura ( Brasilien) \| | \| 24. September 2003 in Columbus (Columbus Crew Stadium) \| \| Zuschauer: 15.529 \| \| Schiedsrichterin: Sueli Tortura ( Brasilien) \| | Japan |
| Deutschland                                            | Silke Rottenberg – Kerstin Stegemann, Ariane Hingst (72. Linda Bresonik), Sandra Minnert, Stefanie Gottschlich (64. Sandra Smisek) – Kerstin Garefrekes, Steffi Jones, Renate Lingor, Bettina Wiegmann (78. Nia Künzer) – Birgit Prinz, Maren Meinert Cheftrainerin: Tina Theune-Meyer | Nozomi Yamago – Yumi Ōbe, Yasuyo Yamagishi, Kyoko Yano (60. Hiromi Isozaki) – Tomoe Sakai (56. Eriko Arakawa), Yayoi Kobayashi (56. Miyuki Yanagita), Naoko Kawakami, Tomomi Miyamoto, Emi Yamamoto – Homare Sawa, Mio Ōtani Cheftrainer: Eiji Ueda | Japan |
| Deutschland                                            | 1:0 Sandra Minnert (23.) 2:0 Birgit Prinz (36.) 3:0 Birgit Prinz (66.) | | Japan |
| Deutschland                                            | Nia Künzer | | Japan |
| 24. September 2003 in Columbus (Columbus Crew Stadium) | | |       |
| Zuschauer: 15.529                                      | | |       |
| Schiedsrichterin: Sueli Tortura ( Brasilien)           | | |       |

## Kanada – Argentinien 3:0 (1:0)
| Kanada                                                 | Kanada | Argentinien | Argentinien |
| ------------------------------------------------------ | --- | --- | ----------- |
| Kanada                                                 | \| 24. September 2003 in Columbus (Columbus Crew Stadium) \| \| Zuschauer: 15.529 \| \| Schiedsrichterin: Nicole Petignat ( Schweiz) \| | \| 24. September 2003 in Columbus (Columbus Crew Stadium) \| \| Zuschauer: 15.529 \| \| Schiedsrichterin: Nicole Petignat ( Schweiz) \| | Argentinien |
| Kanada                                                 | Taryn Swiatek – Sharolta Nonen, Kristina Kiss, Rhian Wilkinson (75. Silvana Burtini) – Diana Matheson, Kara Lang, Brittany Timko, Christine Latham (83. Sandra Andrews), Tanya Dennis – Christine Sinclair, Charmaine Hooper Cheftrainer: Even Pellerud | Romina Ferro – Clarisa Huber, Mariela Ricotti (78. Noelia Lopez), Andrea Gonsebate, Sabrina Barbitta – Marisa Gerez, Rosana Gómez, Marisol Medina, Fabiana Vallejos – Mariela Coronel (84. Yanina Gaitan), Maria Villanueva (75. Karina Alvariza) Cheftrainer: José Carlos Borrello | Argentinien |
| Kanada                                                 | 1:0 Charmaine Hooper (19., Elfmeter) 2:0 Christine Latham (79.) 3:0 Christine Latham (82.) | | Argentinien |
| Kanada                                                 | Sasha Andrews, Diana Matheson, Rhian Wilkinson | Mariela Ricotti | Argentinien |
| 24. September 2003 in Columbus (Columbus Crew Stadium) | | |             |
| Zuschauer: 15.529                                      | | |             |
| Schiedsrichterin: Nicole Petignat ( Schweiz)           | | |             |

## Kanada – Japan 3:1 (1:1)
| Kanada                                           | Kanada | Japan | Japan |
| ------------------------------------------------ | --- | --- | ----- |
| Kanada                                           | \| 27. September 2003 in Foxboro (Gillette Stadium) \| \| Zuschauer: 14.356 \| \| Schiedsrichterin: Im Eun-ju ( Südkorea) \| | \| 27. September 2003 in Foxboro (Gillette Stadium) \| \| Zuschauer: 14.356 \| \| Schiedsrichterin: Im Eun-ju ( Südkorea) \| | Japan |
| Kanada                                           | Taryn Swiatek – Sharolta Nonen, Isabelle Morneau, Andrea Neil (77. Kristina Kiss) – Diana Matheson, Kara Lang (85. Rhian Wilkinson), Brittany Timko, Christine Latham (60. Silvana Burtini), Tanya Dennis – Christine Sinclair, Charmaine Hooper Cheftrainer: Even Pellerud | Nozomi Yamago – Yumi Ōbe, Hiromi Isozaki, Yasuyo Yamagishi, Tomoe Sakai (62. Miyuki Yanagita) – Yayoi Kobayashi (54. Eriko Arakawa), Naoko Kawakami, Tomomi Miyamoto, Emi Yamamoto (89. Aya Miyama) – Homare Sawa, Mio Ōtani Cheftrainer: Eiji Ueda | Japan |
| Kanada                                           | 1:1 Christine Latham (36.) 2:1 Christine Sinclair (49.) 3:1 Kara Lang (72.) | 0:1 Homare Sawa (20.) | Japan |
| Kanada                                           | Isabelle Morneau | | Japan |
| 27. September 2003 in Foxboro (Gillette Stadium) | | |       |
| Zuschauer: 14.356                                | | |       |
| Schiedsrichterin: Im Eun-ju ( Südkorea)          | | |       |

## Argentinien – Deutschland 1:6 (0:4)
| Argentinien                                                                 | Argentinien | Deutschland | Deutschland |
| --------------------------------------------------------------------------- | --- | --- | ----------- |
| Argentinien                                                                 | \| 27. September 2003 in Washington, D.C. (Robert F. Kennedy Memorial Stadium) \| \| Zuschauer: 17.618 \| \| Schiedsrichterin: Bole Adiboye ( Nigeria) \| | \| 27. September 2003 in Washington, D.C. (Robert F. Kennedy Memorial Stadium) \| \| Zuschauer: 17.618 \| \| Schiedsrichterin: Bole Adiboye ( Nigeria) \| | Deutschland |
| Argentinien                                                                 | Romina Ferro – Clarisa Huber, Andrea Gonsebate, Noelia Lopez, Sabrina Barbitta – Marisa Gerez, Rosana Gómez (56. Yanina Gaitan), Marisol Medina, Fabiana Vallejos – Mariela Coronel, Maria Villanueva (85. Karina Alvariza) Cheftrainer: José Carlos Borrello | Silke Rottenberg – Kerstin Stegemann, Ariane Hingst, Sandra Minnert, Stefanie Gottschlich (46. Martina Müller) – Kerstin Garefrekes (46. Conny Pohlers), Steffi Jones (62. Sonja Fuss), Renate Lingor, Bettina Wiegmann – Birgit Prinz, Maren Meinert Cheftrainerin: Tina Theune-Meyer | Deutschland |
| Argentinien                                                                 | 1:4 Yanina Gaitan (71.) | 0:1 Maren Meinert (3.) 0:2 Bettina Wiegmann (24., Elfmeter) 0:3 Birgit Prinz (32.) 0:4 Maren Meinert (43.) 1:5 Conny Pohlers (89.) 1:6 Martina Müller (90.+2') | Deutschland |
| 27. September 2003 in Washington, D.C. (Robert F. Kennedy Memorial Stadium) | | |             |
| Zuschauer: 17.618                                                           | | |             |
| Schiedsrichterin: Bole Adiboye ( Nigeria)                                   | | |             |